# Мальцев, Андрей Григорьевич
Андрей Григорьевич Мальцев (1904 год, село Уварово — дата смерти неустановлена) — звеньевой колхоза имени Куйбышева Кировского района Восточно-Казахстанской области, Казахская ССР. Герой Социалистического Труда (1949).
Родился в 1904 году крестьянской семье в селе Уварово. В 1929 году вступил в колхоз имени Куйбышева Кировского района. Трудился рядовым колхозником, бригадиром, комбайнёром в этом же колхозе. Позднее был назначен звеньевым полеводческой бригады.
В 1947 году бригада Андрея Мальцева собрала высокий урожай пшеницы, за что он в 1948 году был награждён Орденом Ленина. В 1948 году было собрано в среднем по 30 центнеров пшеницы на участке площадью 22 гектара. За получение высоких урожаев пшеницы при выполнении колхозом обязательных поставок и контрактации по всем видам сельскохозяйственной продукции, натуроплаты за работу МТС в 1948 году и обеспеченности семенами всех культур в размере полной потребности для весеннего сева 1949 года удостоен звания Героя Социалистического Труда указом Президиума Верховного Совета СССР от 20 мая 1949 года c вручением ордена Ленина и золотой медали «Серп и Молот».
Награды
- Герой Социалистического Труда
- Орден Ленина — дважды (29.03.1948; 20.05.1949)
- Орден Трудового Красного Знамени (08.05.1950)